# استفانو اینچرتی
استفانو اینچرتی (ایتالیایی: Stefano Incerti؛ زادهٔ ۲۵ ژوئیهٔ ۱۹۶۵) کارگردان فیلم و فیلم‌نامه‌نویس اهل ایتالیا است.
از فیلم‌هایی که وی در آن‌ها نقش داشته‌است، می‌توان به گورباچف اشاره نمود.